# Автомобільний міст на Оболонський острів
Автомобільний міст на Оболонський острів — технологічний автомобільний міст через північну протоку між Дніпром та затокою Оболонь у місті Києві.
Міст збудований у 2023 році для забезпечення заїзду автомобільного транспорту в паркову зону Оболонського острова. Вартість будівництва склала 24,276 млн грн.

## Конструкція

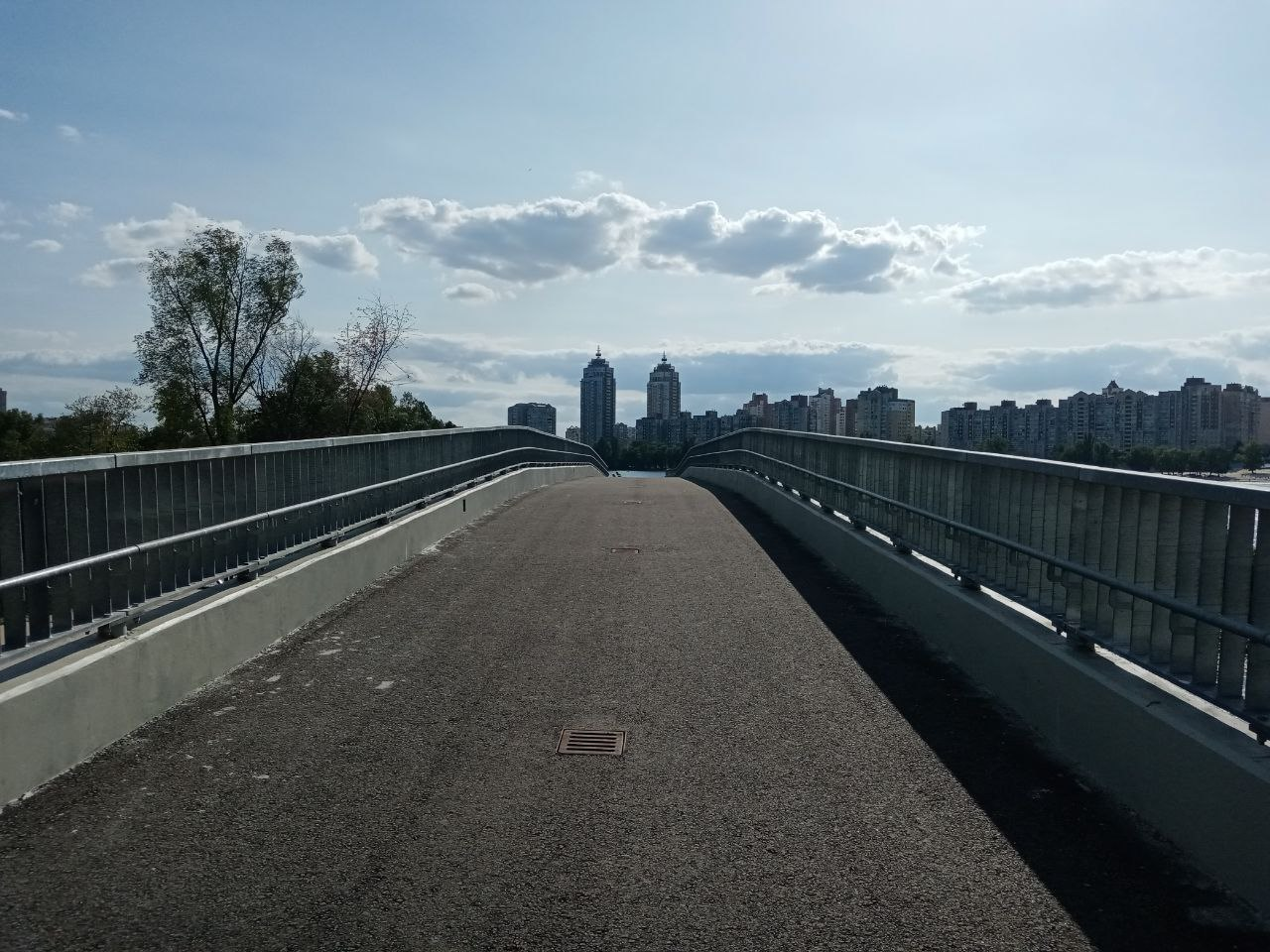
Вид з моста.

Міст залізобетнонний має 4 опори (2 берегові та 2 проміжні), три балкові прольоти довжиною 18,055, 24,05, 18,055 м відповідно. Ширина мосту 4,5 м, проїзної частини — 4 м.